# Hato Corozal
Hato Corozal là một khu tự quản thuộc tỉnh Casanare, Colombia. Thủ phủ của khu tự quản Hato Corozal đóng tại Hato Corozal Khu tự quản Hato Corozal có diện tích 56 ki lô mét vuông. Đến thời điểm ngày 28 tháng 5 năm 2005, khu tự quản Hato Corozal có dân số 5653 người.